# Rádióhullámok terjedése
A rádióhullámok terjedése a rádióhullámok egyik tulajdonsága. Mivel ezek az elektromágneses hullámok egyik fajtája, befolyásolva vannak a visszaverődés, refrakció, diffrakció, abszorpció, polarizáció és szórás jelenségek által.
A rádióhullámok terjedését a troposzférában levő vízgőz, illetve a Föld atmoszférájának ionizációja befolyásolja. Ugyancsak, a hullámok terjedését az adó és a vevő közötti útvonal számos tényezője befolyásolhatja. Ez az útvonal lehet közvetett (látóvonal) vagy közvetlen (megtörés a ionoszférában). A ionoszféra, mely a föld felszínétől 60–600 km távolságban van, nagyban befolyásolja a rádióhullám terjedését. A befolyásoló tényezők közé tartózik a sporadik-E, napfoltok (fler), geomágneses viharok, a ionoszféra rétegeinek eldőlése és a napkitörések.
Mivel a rádióhullámok terjedése nem teljesen kiszámítható, a katasztrófa jeladók, a hosszú távú repülő kommunikáció (óceán fölött haladó repülők), televízió/rádió és sok más fontos szolgáltatás áttért a műholdon keresztül történő kommunikációra, mivel az hosszú távon látóvonal terjedés segítségével működik.

## Rádióhullámok vákuumban való terjedése
Vákuumban, minden elektromágneses hullám (rádió, fény, röntgen, stb.) betartja az inverz négyzetes törvényt, mely kimondja, hogy az elektromágneses hullám energiasűrűsége arányos a  adótól való távolság négyzetének a inverzével.

{\displaystyle \rho _{0}\sim {\frac {1}{r^{2}}}}

Megkétszerezve a távolságot az adó és a vevő között, a rádióhullám erőssége negyedére csökken.

## Terjedési módok

### Felületi hullám
Az alacsony frekvenciájú hullámok (30 –  3000 kHz) tulajdonsága az, hogy a hullámok két dielektrikum határfelületén haladnak és ezért követik a Föld felszínét. Mivel a föld nem tökéletes vezető, a hullám csillapítása nagy.
A csillapítás függ:
- a hullám frekvenciájától
- a talaj elektromos vezetőképességétől σ
- a talaj dielektromos állandójától ε

A gyakorlatbn 2 MHz alatt lehet használni ezt a terjedést rádió-összeköttetések létesítésére. 300 kHz alatt akár több száz km is áthidalható. 10 kHz alatti frekvenciákon különösen nagy távolságú összeköttetések hozhatók létre, ugyanis ebben a tartományban mind az ionoszféra, mind a talaj jól vezet, viszont gyakorlati haszna nincs, mivel nagyon kis sávszélesség vihető át, és hatalmas méretű antennákra lenne szükség.

### Direkt hullám
A hullám két egymástól rádióoptikai távolságra levő pont közötti közvetlen egyenes mentén terjed. Ez tipikusan a 30 MHz feletti frekvenciájú hullámok terjedési módja.
A direkt hullámok terjedését a tereptárgyak kisebb-nagyobb mértékben befolyásolják.
- Minél kisebb a hullámhossz, annál kevésbé képes átjutni az épületek falain. GHz-es tartományban már a fák is jelentős csillapítást okoznak.
- Minél nagyobb a hullámhossz, az antenna talppontját annál magasabbra kell telepíteni. λ/2 magasság alatt a vertikális iránykarakterisztikát a talajreflexió már jelentősen deformálja, az antenna fő sugárzási irányát vertikálisan felfelé tolja, így a felszín felé sugárzott jel erőssége csökken. Belátható, hogy 30 MHz alatti direkt sugárzáshoz már egy tetőantenna is a magasság alsó határán van. 27 MHz-en, ahol a CB rádiósok forgalmaznak, a háztetőn, vagy egy kamion tetején elhelyezett antennával még jól ki lehetett használni a direkt terjedést.

### Ionoszférikus hullám
A hullám terjedése azon alapszik, hogy visszaverődik az ionoszféra rétegeiről. Leggyakrabban az F2 rétegen verődik vissza és ez a legalkalmasabb a hosszú távú rövid-hullámú (1–30 MHz) terjedésre. A ionoszféra rétegén visszavert hullám visszaérve a föld felszínére ez visszaverődhet és újból a ionoszférához ér). A hullám így akár megkerülheti a Földet a jelenlevő csillapítás függvényében. A ionoszféra visszaverődéséhez a hullám frekvenciája nem kell meghaladja a Maximális Használható Frekvenciát (MUF).
{\displaystyle MUF={\frac {kritikusfrekvencia}{cos(\theta )}}},
ahol a kritikus frekvencia az a legnagyobb frekvencia, amit az ionoszféra visszaver és a θ hullám beesési szöge a ionoszféra rétegébe. A kritikus frekvenciát a napfoltok illetve a napkitörések befolyásolják.
A napfoltok 11.3 éves ciklusa leginkább a 12-30 MHz-es frekvenciatartományban bírnak befolyásolással a terjedésre. Ebben a tartományban napfoltmentes időszakban nincs használható ionoszférikus terjedés. Ez 3-4 éves időszak, ilyenkor távolsági összeköttetések ezeken a sávokon nem hozhatók létre.
Az ionoszférára a napkitörések drasztikus hatást gyakorolnak. A rádióhullámok terjedésére a következő hatást gyakorolják:
1. Amikor a kidobódott anyag eléri a Földet, az ionoszférikus terjedés teljesen megszűnik. Ez az elhalkulás kihathat a teljes rövidhullámú sávra, akár 1-2 napig, a kidobódás mértékétől függően.
2. Ezután nagyon erős ionoszférikus terjedések következnek, több napig, a kidobódás mértékétől függően. Ez a felerősödés kihathat akár az URH tartományra is. Ilyenkor URH-n is létesíthetőek több ezer km-es összeköttetések, igaz, csak rövid ideig, instabil térerősséggel, és véletlenszerű irányokba.
3. Pár nap, maximum 1 hét alatt visszaállnak az időszakra jellemző terjedési viszonyok.

### Meteor visszaverődés
A meteorok (hullócsillagok) nagyon nagy sebessége miatt ezek egy nagyon ionizált levegőréteget hagynak nyomukban, mely nagyon rövid illetve rövid (ms – s) hosszúságú visszaverődést okoz. Ez akár 400 MHz-es rádiójelek visszaverődését okozhatja maximum 2100–2200 km-es távolságba.

### Sarki fényen való visszaverődés
A sarki fény (aurora borealis) tulajdonképpen ionizált levegő az északi illetve déli sarok körül. Az ionizált levegő visszaveri a különböző frekvenciájú hullámokat, mely elérheti akár az 1 GHz-es frekvenciát is.

### Sporadik-E
A sporadik-E egy különleges és ritka ionizáció az ionoszférában, melynek okát nem ismerik. Ilyenkor a MUF elérheti a 250 MHz frekvenciát is. Ez előfordulhat bármikor, de általában a nyári időszakban jön létre.

### Troposzférikus hullám
Egyik típusában a hullám a troposzféra sűrűségében levő kicsi változásokon szóródik szét, így kapcsolatot létesítve két, nem rádióoptikai távolságban levő pont közötti kapcsolatot. 
Másik típusa az, hogy a hullám elgörbül, mikor a ionoszférában levő magasabb hőmérsékletű szinthez jut (inverzió). Ilyenkor tengerszinthez mért alacsonyabb magasságon  hidegebb van, mint egy nagyobb magasságnál.

## A terjedés mérése
A rádióhullámok terjedése szimulálható különböző terjedési modelleket használva. Így lett meg az Amerika Hangja programja (VOACAP – Voice of America Coverage Analysis Program).
A különböző amatőr rádió jeladók automatikus vétele segítségével valós időben lehet feltérképezni a pillanatnyi rádióhullámok terjedését. Mivel egyelőre relatív kevés automatikus vevő található, ezért ez még nem teljesen pontos.

## Fordítás
Ez a szócikk részben vagy egészben  a   Radio_propagation című angol Wikipédia-szócikk ezen változatának fordításán alapul.  Az eredeti cikk szerkesztőit annak laptörténete sorolja fel. Ez a jelzés csupán a megfogalmazás eredetét és a szerzői jogokat jelzi, nem szolgál a cikkben szereplő információk forrásmegjelöléseként.